# Щепанів

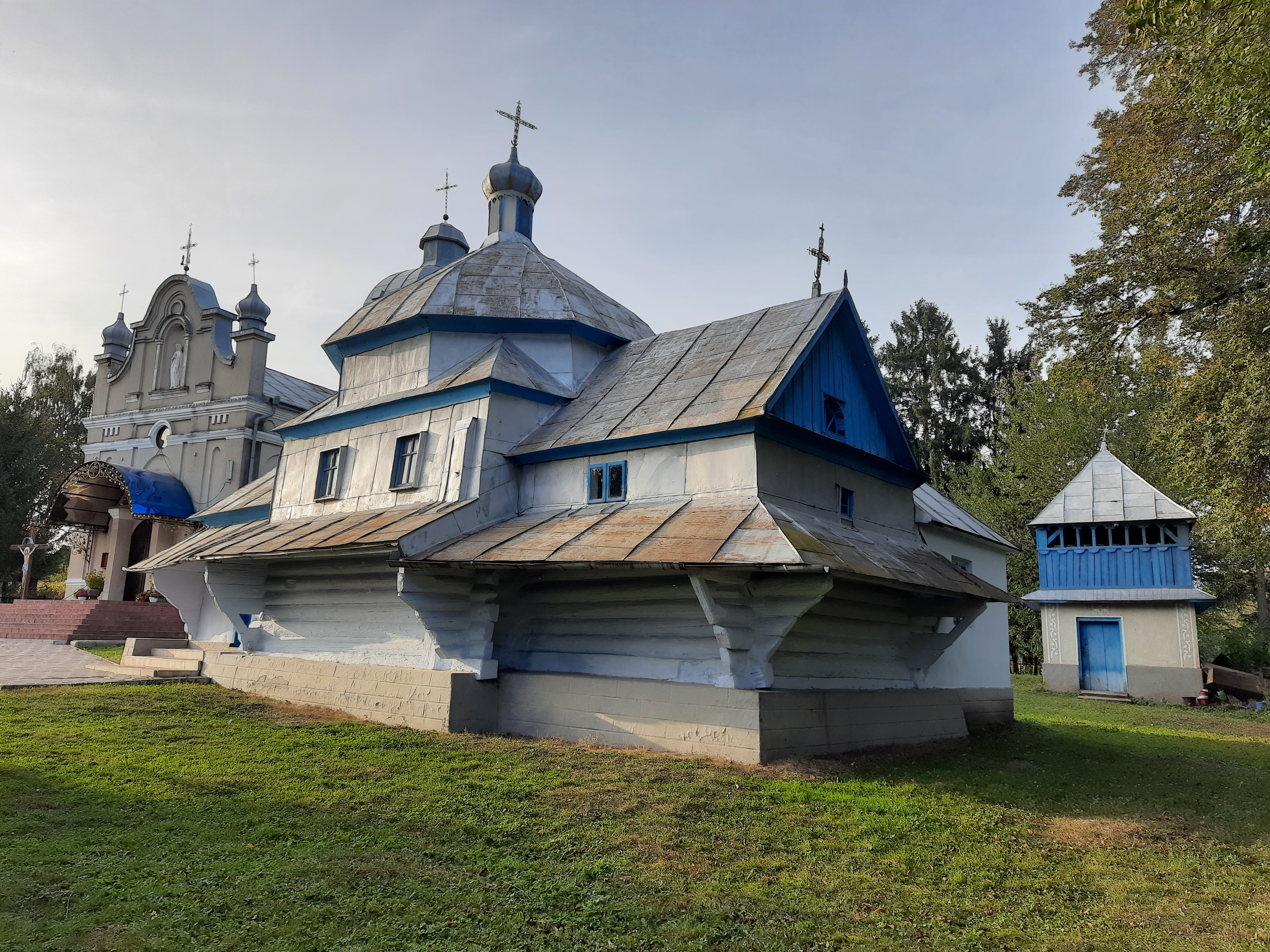
Церква Введення в Храм Пресвятої Богородиці (1638)

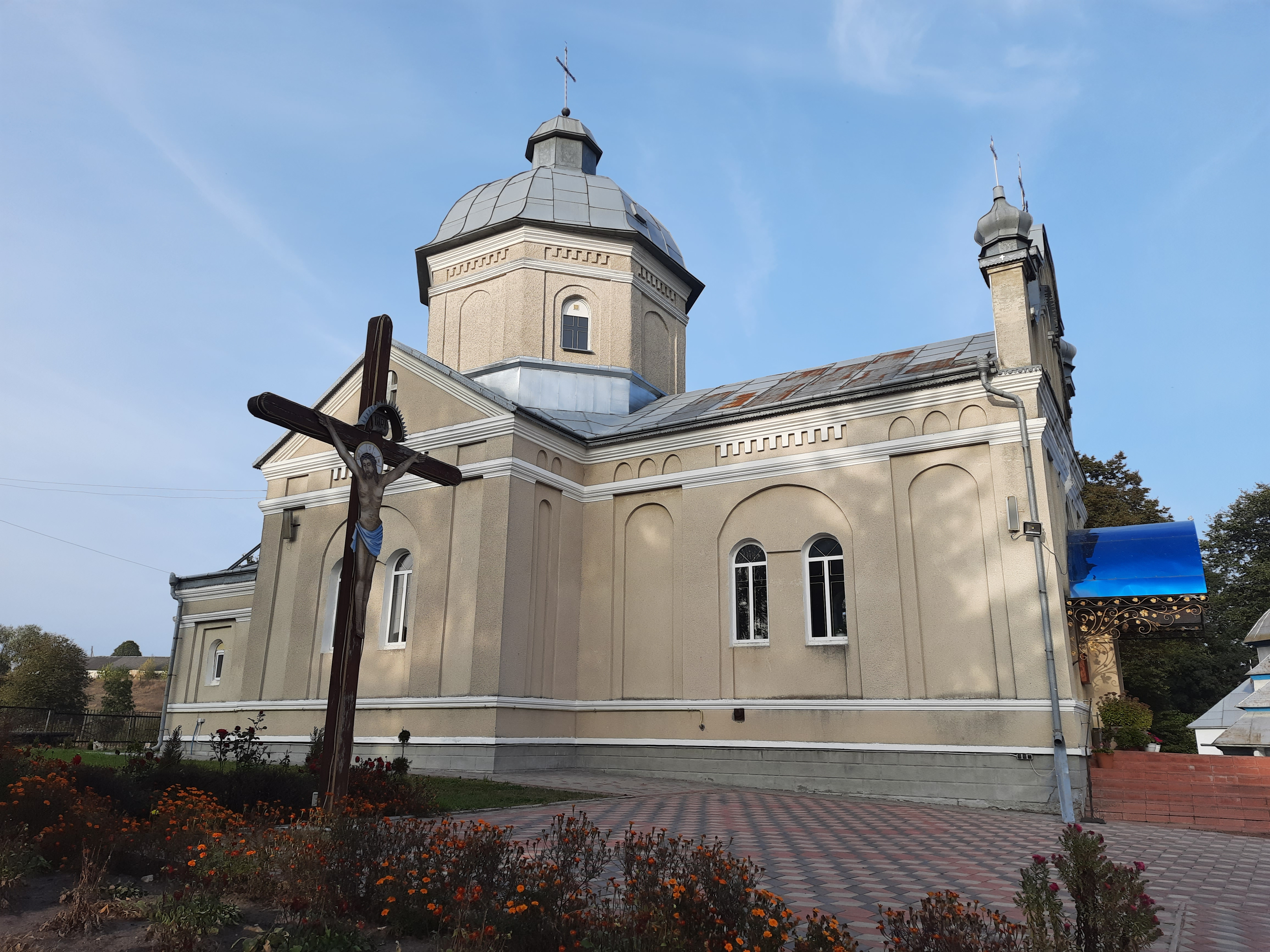
Церкви Введення в Храм Пресвятої Богородиці 1993р

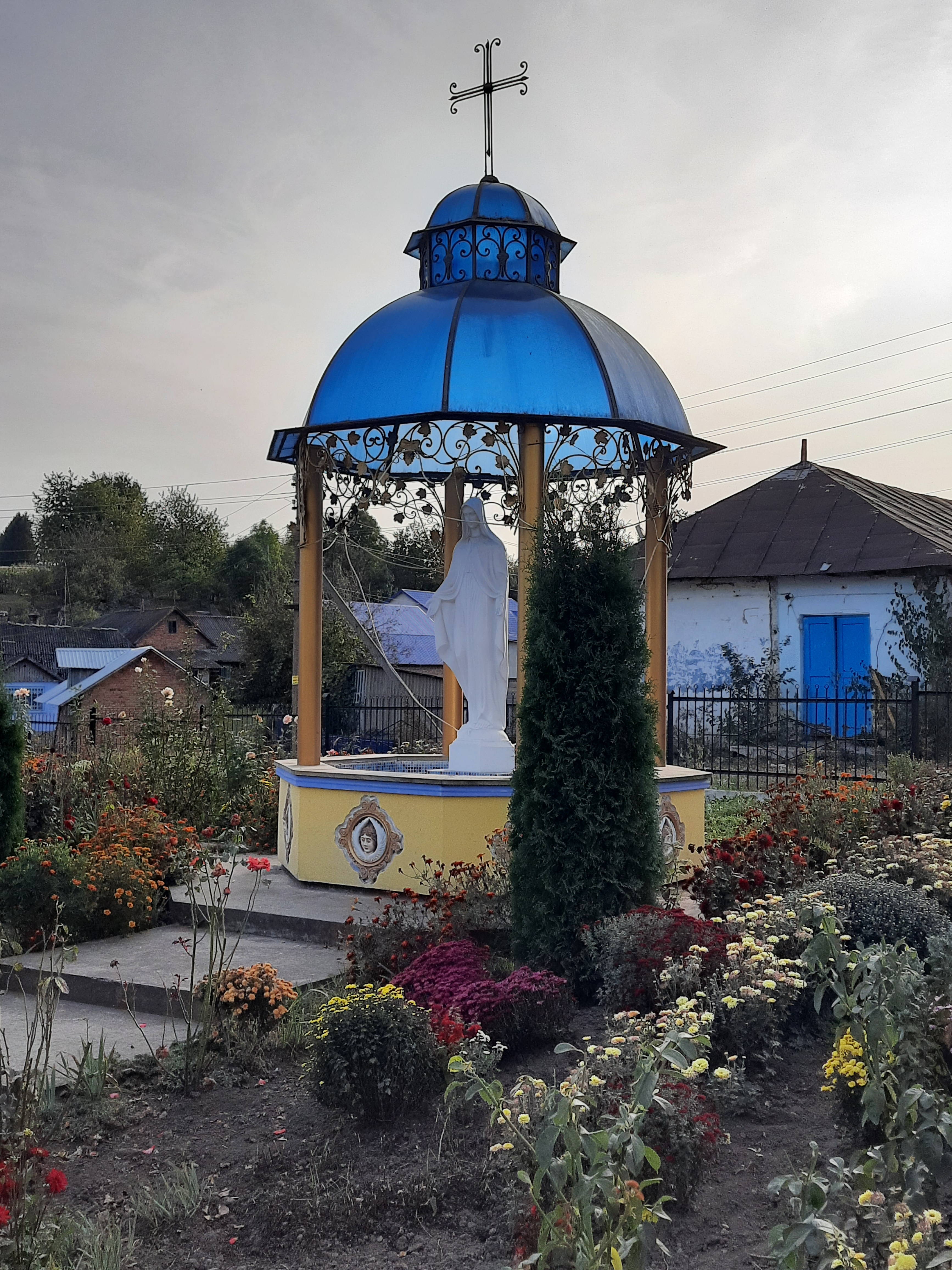
Статуя Божої Матері

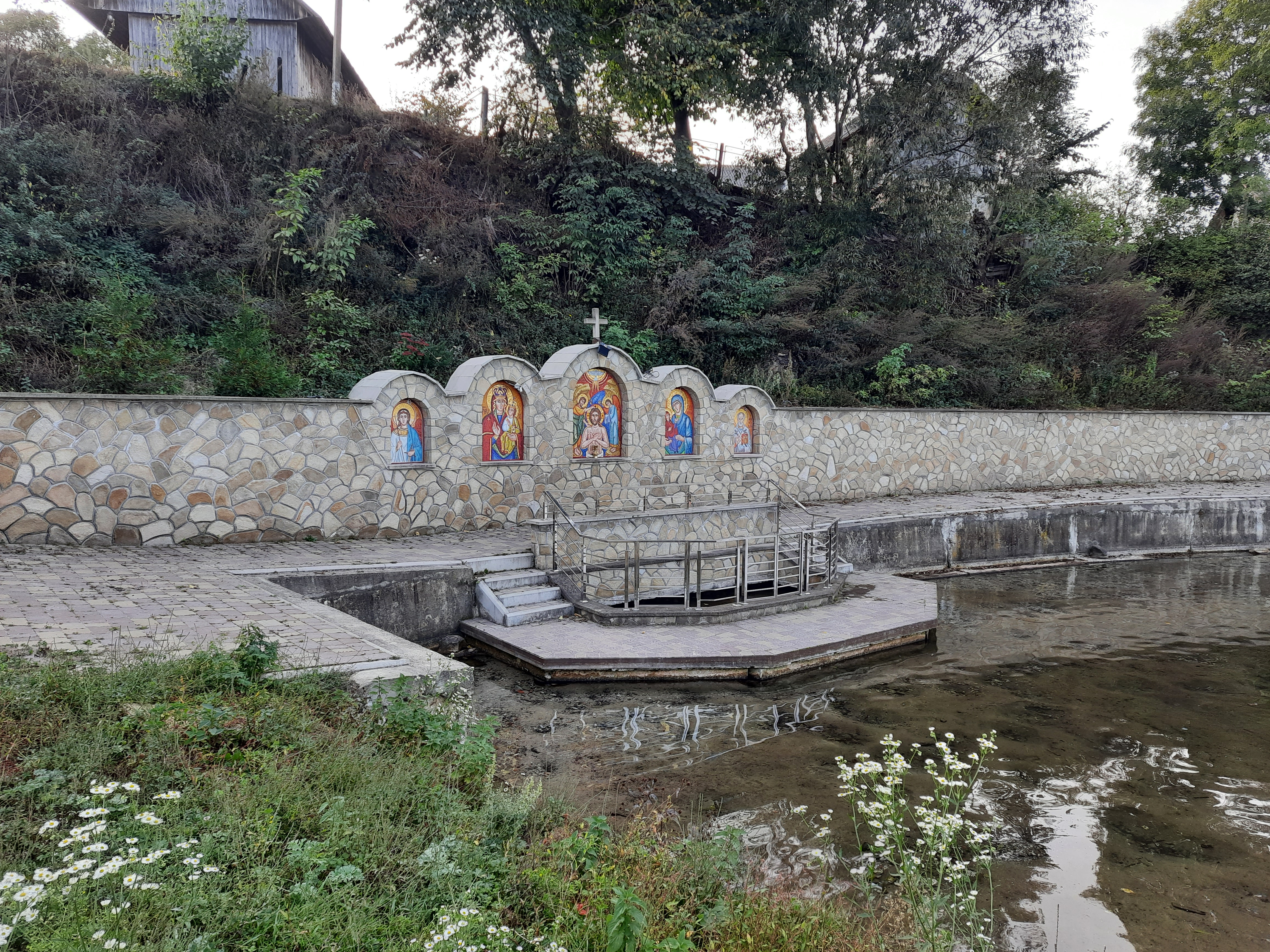
Джерело

Ще́панів — село в Україні, у Козівській селищній громаді Тернопільського району Тернопільської області. Розташоване на заході району. До 2020 - адміністративний центр колишньої Щепанівської сільради, якій було підпорядковане село Бартошівка.
Населення — 500 осіб (2007).

## Географія
Село Щепанів розташоване на відстані 19 км на схід від Бережан та 14 км на північ від міста Підгаєць. Межує на півдні із селом Телячим, на заході — з Літятином, на північному заході — зі селом Криве а на сході — селом Кальне.
Найближча залізнична станція — в селі Кривому. За 2 кілометри на захід від села проходить головна дорога зі Львова через Бережани до Підгаєць і Монастириськ.
Через село тече невелика річка Масівка, яка впадає в Коропець. Потічок Масівку творять шість джерел. Над потічком були два водні млинки, один в селі другий за селом

## Історія
Згідно із місцевою старою церковною хронікою, назва села походить від першого поселенця Степана. Спочатку село називали Степанів, але в польський період змінило назву на Щепанів.
Перша згадка про село датується 1638 роком, і пов'язано з часом побудови церкви. Проте, згідно з хронікою, це була вже третя церква від часу заснування села.
Згідно з переказами старожилів, давній Щепанів був великим село у розлогій долині Стежирів, простягався вздовж потічка Масівки, аж до млина на 2 км за селом в сучасних межах. Про це свідчать рештки посуду та людські кістки, які знаходили люди працюючи на землі в цій долині. Після татаро-монгольської навали, яка знищили це село, люди заснували нове поселення у ще більш неприступному глибогому яру.
15 червня 1934 р. село передане до Бережанського повіту з Підгаєцького
В дорадянський період діяли «Просвіта», «Рідна школа» та інші товариства, кооператива.
Пожежі 1917 та 1936, повінь — 1955, 2019року.
У міжвоєнний період в селі жили до 700 осіб, в тому числі українців 675, поляків — 12, євреїв — 13 осіб.
В радянський період село належало до Кальненської сільської ради. У 1986 році комуністична верхівка дала наказ зробити погром в церкві і зробити там "музей хліба".  Секретар партії почала збирати команду для погрому. В команді мали бути присутні голова сільради, секретар партії, робочі з Колгоспу. На той час головою сільради був Бартошевський Ярослав, який не пішов громити церкву, за що його понизили з посади голови до економіста. Згодом інформація про цей інцидент з погромом дійшла аж до Кремля, всі, хто був причетний до цього - були звільнені з робочих місць.
12 червня 2020 року, відповідно до розпорядження Кабінету Міністрів України № 724-р «Про визначення адміністративних центрів та затвердження територій територіальних громад Тернопільської області» увійшло до складу Козівської селищної громади.
19 липня 2020 року, в результаті адміністративно-територіальної реформи та ліквідації Козівського району, село увійшло до складу Тернопільського району.

## Населення
За даними перепису населення 2001 року мовний склад населення села був таким:

### Мова
Розподіл населення за рідною мовою за даними перепису 2001 року:
| Мова       | Кількість | Відсоток |
| ---------- | --------- | -------- |
| українська | 608       | 99.64%   |
| російська  | 13        | 0.18%    |
| вірменська | 1         | 0.18%    |
| Усього     | 558       | 100%     |

Місцева говірка належить до наддністрянського говору південно-західного наріччя української мови.

### Народилися
- Михайло Савка  (нар. 1962) — радянський та український футболіст і тренер.
- Ярослав Сташків (позивний «Бистрий») (1977—2014) — боєць 24-го батальйону територіальної оборони «Айдар», загинув під час АТО неподалік міста Щастя Луганської області.[6]

## Пам'ятки
Є церкви Введення в Храм Пресвятої Богородиці (1638, дерев.) та нова (1993, мурована), «фігура» Матері Божої (1856).
Встановлено пам'ятний хрест на честь скасування панщини, насипана братська могила діячам ОУН і воякам УПА.
Скульптура Матері Божої Непорочного Зачаття
Щойновиявлена пам'ятка монументального мистецтва. Розташована в центрі села, на подвір'ї В. Салітуцького.
Робота самодіяльних майстрів, виготовлена із каменю (встановлена 1834 р.).
Скульптура — 1,5 м, цоколь — 0,3х1,3х1,25 м, постамент — 2,7х0,7х0,7 м, площа — 0,0004 га.

## Соціальна сфера
Працюють ЗОШ І-ІІ ступ., клуб, бібліотека, ФАП, відділення зв'язку, торговельний заклад.

### Школа
Щепанівська загальноосвітня школа І-ІІ ступенів
Кредо школи: «Нехай у школі панують:
яскрава думка, живе слово,і творчість дитини».
(В. Сухомлинський)
Перші відомості про заснування школи в селі Щепанів відносяться до 1909 року. За сприянням вчителя Олекси Пасєки у 1921 році була збудована нова школа. Тут навчалися діти 1-4 класів до 1958 року. У 1958 році зроблено ремонт приміщення колишнього «Народного дому» і сюди перенесено навчання дітей. У 1986 році було зроблено прибудову і відкрито комплекс «школа-дитячий садок».
Рішенням Козівської районної Ради народних депутатів від 9 серпня 1994 року комплекс було реорганізовано в загальноосвітню школу І-ІІ ступенів, призначено директором Корвач Марію Іванівну, заступником директора з навчально-виховної роботи – Губич Марію Іванівну. З 1997 року заступником директора призначено Бабій Оксану Степанівну, а з 2008 року – Мариновську Любов Ярославівну.
У 2008-2009 навчальному році в школі працює 14 вчителів, з них вищу освіту мають 13 чоловік, незакінчену вищу – 1. Творчий потенціал педагогів: спеціалістів вищої категорії – 2, спеціалістів І категорії – 10, спеціалістів ІІ категорії – 1, спеціалістів – 1. Педагогічний стаж вчителів: до 3-х років – 2, від 3 до 10 років – 3, від 10 до 20 років – 8, понад 20 років – 1. Для належної організації навчально-виховного процесу в школі працює 7 чоловік технічного персоналу. Навчається 57 учнів. 